# 누후 톨로
누후 톨로(프랑스어: Nouhou Tolo, 1997년 6월 23일 ~ )는 카메룬의 축구 선수로, 현재 메이저 리그 사커의 시애틀 사운더스 FC와 카메룬 축구 국가대표팀에서 수비수로 활약하고 있다. 그는 2021년 아프리카 네이션스컵과 2022년 FIFA 월드컵에 카메룬 대표로 참가했다.

## 구단 경력
누후는 2015년 레인보우 바멘다에서 그의 경력을 시작했고, 그곳에서 한 시즌을 뛰었다. 카메룬의 팀들 간에 누가 그의 권리를 소유했는지에 대한 계약 분쟁이 처음에 미국으로의 이적을 막았지만, 2016년 4월, 누후는 시애틀 사운더스 FC 2와 계약을 맺었다. 그는 24번의 리그 경기에 출전했고 출전한 몇 분 만에 그 팀을 이끌었다.
2017년 1월 26일에 시애틀 사운더스 FC와 계약을 맺었고, 2016년 시애틀 사운더스 FC 2에서 뛰어난 활약을 펼친 후 첫 번째 팀 계약을 맺었다고 가스 라거웨이 단장은 전했다. 2017년 4월 15일에 시애틀 사운더스 FC 2로 임대된 후 첫 프로골을 넣었는데, 이 골은 2-1로 이긴 로스앤젤레스 갤럭시 II와의 원정 경기에서 나온 두 번째 골이었다.

## 국가대표팀 경력
2017년 2월, 누후는 잠비아에서 열린 2017년 아프리카 U-20 네이션스컵에 카메룬 U-20 국가대표팀으로 차출되었다. 2017년 2월 27일, 누후는 남아프리카 공화국과의 조별 리그 1차전에서 왼쪽 수비수로 선발 출전하며 20세 이하 데뷔 전을 치렀다.
2017년 11월 11일, 누후는 잠비아와의 2018년 FIFA 월드컵 예선 전에서 카메룬 국가대표팀 데뷔 전을 치렀고, 팀은 2-2로 비겼다.
2022년 11월 9일, 누후는 카타르의 2022년 FIFA 월드컵을 위한 카메룬의 최종 26인 선수단에 이름을 올렸다. 그는 브라질을 상대로 한 역사적인 1-0 승리를 포함하여, 카메룬을 위해 세 경기 모두 선발로 출전했다.